# Хьюэнден

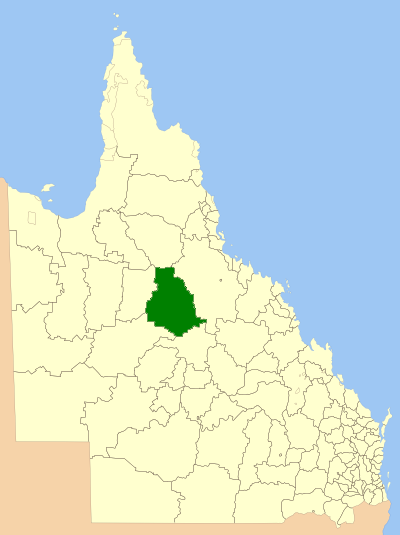
Расположение района

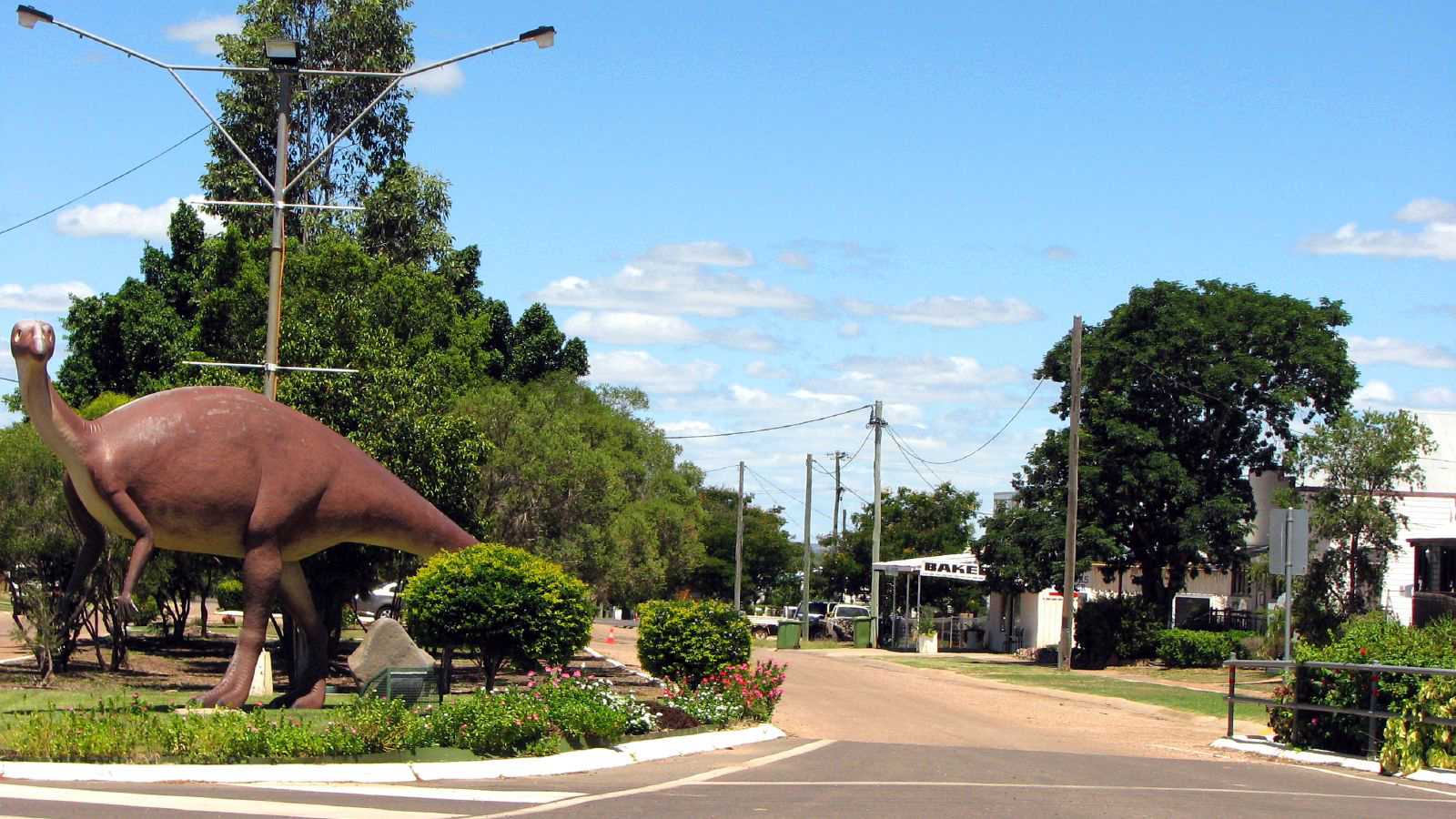
Хьюэнден, статуя Муттабурразавра

Хьюэнден (англ. Hughenden) — маленький город в центральной части австралийского штата Квинсленд, центр графства Флиндерс (англ. Flinders Shire). Население города по оценкам на 2006 год составляло примерно 1 150 человек, а население всего района — 1 860 человек (2008 год). Ближайшие крупные города — Маунт-Айза (расположен в 380 километрах на западе) и Таунсвилл (расположен в 450 километрах на северо-востоке).

## География
Хьюэнден расположен в полупустынной, малозаселенной внутренней части австралийского континента. Расстояния до ближайших населенных пунктов здесь измеряются сотнями километров.
Главная река района, Флиндерс, ограничивает город с северной стороны. Река бывает полноводной только в сезон дождей, в сухой сезон она превращается в небольшой ручей.
Через город проходят автомагистраль «Флиндерс» (англ. Flinders Highway) и железнодорожная линия, которые связывают прибрежный Таунсвилл с городами западного Квинсленда, такими как Маунт-Айза. Рядом с городом расположен небольшой аэропорт (англ. Hughenden Airport).

## История
Первым европейцем, описавшим этот район был Фредерик Уо́кер (англ. Frederick Walker). В 1861 году, во главе небольшой группы, он вышел из Рокгемптона с целью исследовать внутренние районы страны. Считается, что он сделал остановку на месте современного города Хьюэнден, свидетельством чему стали его инициалы (F.W.), вырезанные на одном из деревьев.

## Климат
По классификации Кёппена в районе Хьюэндена климат полупустынный (BSh), осадков мало и поэтому растительность травянистая с редкими невысокими деревьями — саванна. В году здесь можно выделить два различных периода — «сезон дождей» (дождей мало), который длится с ноября по март и сухой сезон с апреля по октябрь, когда дождей практически нет, в среднем за год здесь выпадает около 490 мм осадков. Летом, в течение дня, температура может превышать 36°С, а к ночи снижается до 22°С. В течение зимы дневная температура колеблется около 26°С, средняя ночная температура около 10°С.
| Показатель                                                              | Янв.  | Фев. | Март | Апр. | Май  | Июнь | Июль | Авг. | Сен. | Окт. | Нояб. | Дек. | Год   |
| ----------------------------------------------------------------------- | ----- | ---- | ---- | ---- | ---- | ---- | ---- | ---- | ---- | ---- | ----- | ---- | ----- |
| Средний суточный максимум, °C                                           | 35,8  | 34,7 | 33,7 | 31,4 | 27,9 | 25,0 | 25,0 | 27,5 | 31,1 | 34,5 | 36,1  | 36,9 | 31,6  |
| Средний суточный минимум, °C                                            | 22,5  | 22,1 | 20,5 | 17,0 | 13,2 | 9,8  | 8,8  | 10,4 | 14,0 | 18,0 | 20,5  | 22,0 | 16,6  |
| Норма осадков, мм                                                       | 114,5 | 98,0 | 58,2 | 26,0 | 17,8 | 18,6 | 11,6 | 7,9  | 9,0  | 22,3 | 36,0  | 71,1 | 492,4 |
| Источник: http://www.bom.gov.au/climate/averages/tables/cw_030024.shtml |       |      |      |      |      |      |      |      |      |      |       |      |       |